# NGC 268
NGC 268 je galaksija u zviježđu Kit.

## Vanjske poveznice
- SEDS: NGC 0268